# Masoncus
Genre
Masoncus est un genre d'araignées aranéomorphes de la famille des Linyphiidae.

## Distribution
Les espèces de ce genre se rencontrent aux États-Unis et au Canada.

## Liste des espèces
Selon World Spider Catalog (version 16.5, 25/10/2015) :
- Masoncus arienus Chamberlin, 1949
- Masoncus conspectus (Gertsch & Davis, 1936)
- Masoncus dux Chamberlin, 1949
- Masoncus pogonophilus Cushing, 1995

## Publication originale
- Chamberlin, 1949 : On some American spiders of the family Erigonidae. Annals of the Entomological Society of America, vol. 41, p. 483-562.